# Couvent du Petit-Saint-Chaumont de Paris
Le couvent du Petit-Saint-Chaumont ou couvent de le Petite-Union-Chrétienne est un ancien couvent situé à Paris dans l'actuel 2e arrondissement (48° 52′ 13″ N, 2° 20′ 56″ E).

## Situation
Le couvent se trouvait au niveau de l'actuel no 30 rue de la Lune. Il était entouré au nord par le boulevard de Bonne-Nouvelle, à l'ouest par la rue de la Ville-Neuve et à l'est par la rue Thorel.

## Histoire
Le prêtre Jean-Antoine Le Vacher, qui avait contribué à fonder le couvent des Filles de Saint-Chaumont (dit aussi couvent de l'Union-Chrétienne), situé rue Saint-Denis, décide de fonder un deuxième établissement. Louis-Antoine de Noailles, évêque de Châlons, Louise Boyer, la mère du duc, et mademoiselle de Lamoignon, se déclarent protecteurs de cette nouvelle institution. Les sœurs achètent un 1682 la propriété que François Berthelot, secrétaire de la dauphine, avait fait construire pour accueillir cinquante soldats blessés sur le champ de bataille, la construction de l'hôtel des Invalides ayant rendu cette œuvre inutile. Sainte Anne était la patronne titulaire de cette communauté.
Cette communauté est supprimée en 1790. Devenu bien national, cette propriété, d'une une superficie de 638 m2, est vendue le 7 germinal an III (27 mars 1795). Les bâtiments ont été démolis en 1822 et ont été remplacés par les immeubles actuels.